# Laurin & Klement C

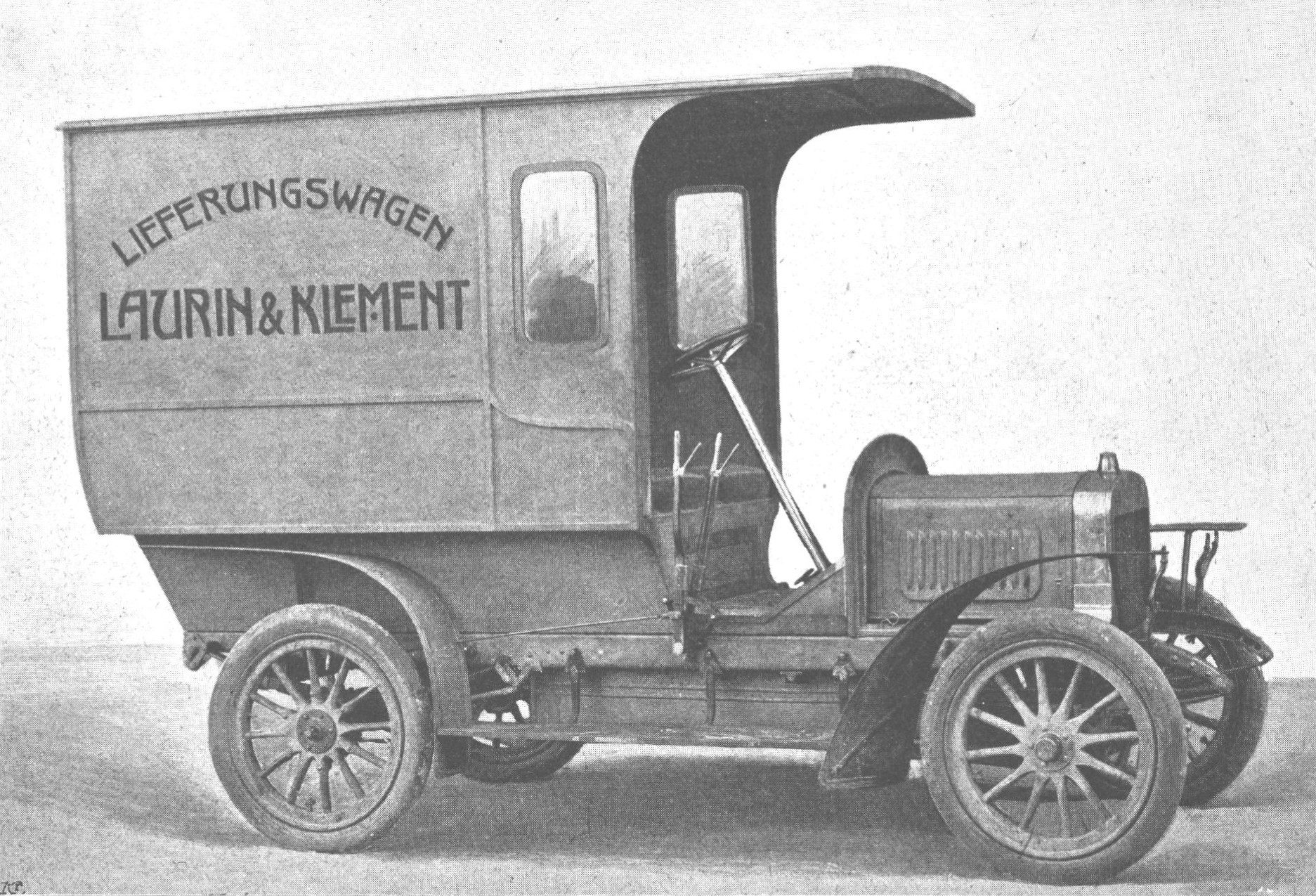
Laurin & Klement C Lieferungswagen (Allgemeine Automobil-Zeitung, 1907)

Der Laurin & Klement C mit der Bezeichnung 10/12 HP wurde als größeres Automodell parallel zum Laurin & Klement B gebaut. Wie sein Schwestermodell kam er 1906 heraus, und zwar als Tonneau (2-Sitzer mit geschlossenem Kastenaufbau) mit Einstieg von hinten.
Der wassergekühlte, wechselgesteuerte Viertakt-Motor hatte einen Hubraum von 2042 cm³ und eine Leistung von 9 PS (6,6 kW). Er beschleunigte das 790 – 810 kg schwere Fahrzeug bis auf 45 – 50 km/h. Über das separate Getriebe und eine Kardanwelle wurde die Antriebskraft an die Hinterräder weitergeleitet. Der Rahmen des Wagens bestand aus genieteten Stahl-U-Profilen.
Von diesem Modell wurden 14 komplette Wagen gefertigt.

## Quelle
- Fahrzeughistorie von Skoda.de
- Legenden von Skoda.de